# مختصات واکنش

نمودار یک واکنش کاتالیزوری که سطح انرژی را به عنوان تابعی از مختصات واکنش نشان می‌دهد. همان‌طور که در نمودار مشخص است، برای یک واکنش کاتالیز شده، انرژی فعال سازی کمتر است.

در علم شیمی، مختصات واکنش یک مختصات تک بعدی انتزاعی است که برای نشان دادن پیشرفت در مسیر واکنش انتخاب می‌شود. در صورت امکان معمولاً یک پارامتر هندسی است که در طی تبدیل یک یا چند موجودیت مولکولی مانند طول پیوند یا زاویه پیوند تغییر می‌کند. برای مثال، در تفکیک همکافت هیدروژنِ مولکولی، یک انتخاب مناسب مختصات مربوط به طول پیوند خواهد بود. پارامترهای غیر هندسی مانند مرتبه پیوند نیز استفاده می‌شود، اما چنین نمایش مستقیمی از فرایند واکنش می‌تواند دشوار باشد، به خصوص برای واکنش‌های پیچیده‌تر.